# 萨拉斯德帕利亚尔斯
萨拉斯德帕利亚尔斯，是西班牙加泰罗尼亚莱里达省的一个市镇。 总面积21平方公里，总人口323人（2001年），人口密度15人/平方公里。